# Lophoceraea pennata
Lophoceraea pennata är en tvåvingeart som beskrevs av Hermann 1912. Lophoceraea pennata ingår i släktet Lophoceraea och familjen rovflugor. Inga underarter finns listade i Catalogue of Life.